# Rue des Sœurs (Strasbourg)
Pour les articles homonymes, voir Rue des Sœurs.
La rue des Sœurs (en alsacien : Schweschteregässel) est une voie de Strasbourg rattachée administrativement au quartier Centre. Elle va de la rue des Frères à la rue des Veaux, en longeant la place du Marché-Gayot du côté occidental,.

## Toponymie

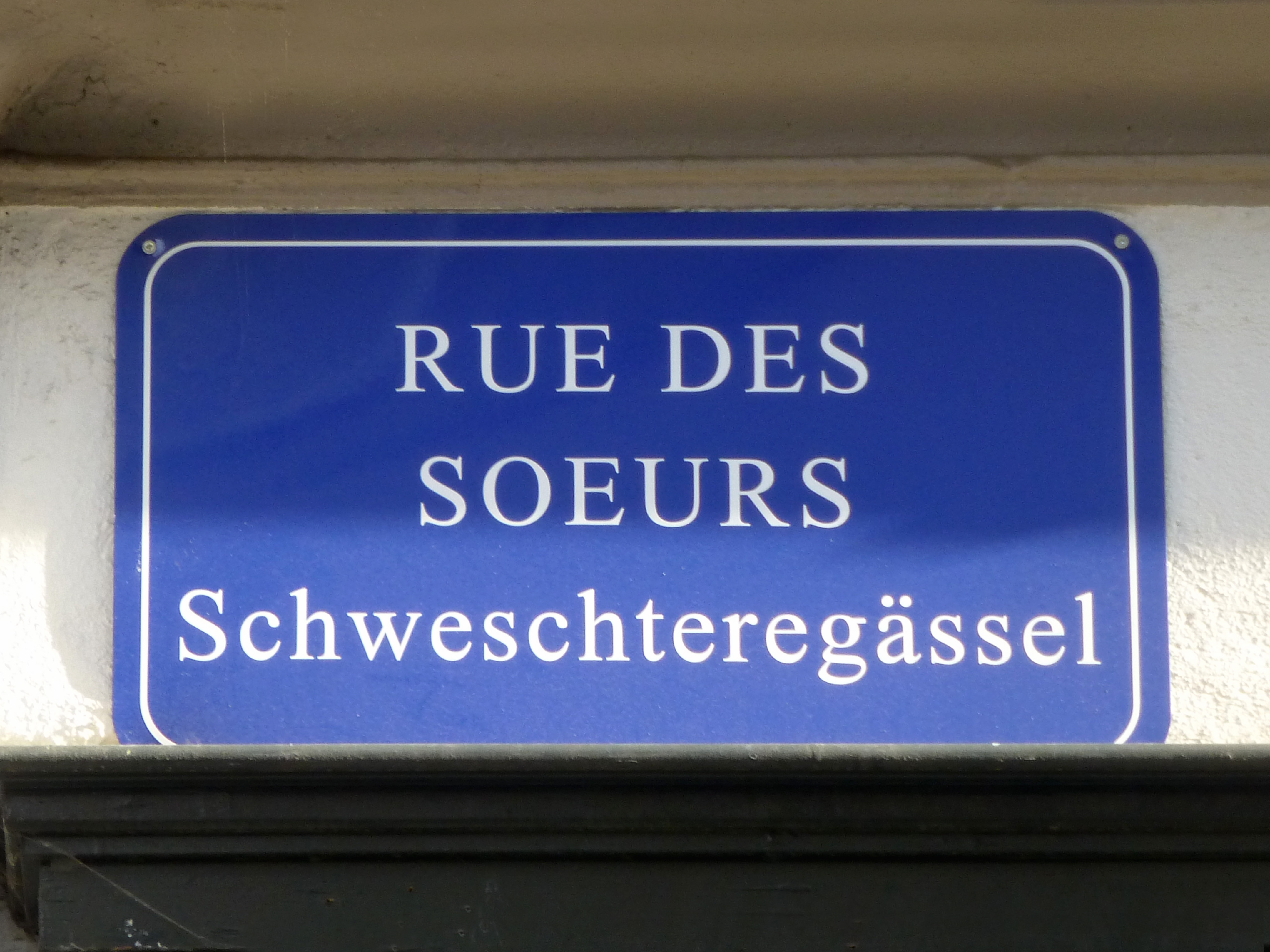
Plaque bilingue, en français et en alsacien.

La rue a connu différentes dénominations, en allemand ou en français : Rinckendorf (1301), Rihtergasse (1310), 
Vicus zu dem Rephun (1363), Rihtersgesselin (1370), Pfaffengasse (1516), Rephunsgesselin (1560), Ringelsgasse (1580), Ringendorfsgasse (1587), Pfaffengässel (1680), rue des Moines (1750), rue des Prêtres (1756), rue de la Cloche (1775), rue des Moines (1792), rue des Volontaires (1793), rue du Souvenir (1794), rue des Sœurs (1795, 1817, 1918, 1945), Schwester-Gasse (1817), Schwesterngasse (1872, 1940).
Des plaques de rues bilingues, à la fois en français et en alsacien, sont mises en place par la municipalité à partir de 1995. C'est le cas du Schweschteregässel.

## Bâtiments remarquables
- no 3 : Formant l'angle avec le no 18 de la rue du Chapon, c'est une maison à colombages construite au XVIIIe siècle, comme en témoignent les vestiges d'un portail[1].
- nos 7 à 17 : Les édifices du côté occidental (numéros impairs) qui longent la place du Marché-Gayot datent des XVIIIe – XIXe siècles[1],[2].
- no 10 : La maison Spohrer a été reconstruite vers 1785. Sa façade possède cinq travées de baies, des chaînes d'angle parementées de grès et des chaînes intermédiaires en crépi. La travée centrale comporte une porte couronnée d’une corniche droite. La fenêtre du premier étage a une corniche en chapeau de gendarme et une clé sculptée portant les lettres « H.D. »[4].
- no 12 : Une maison est citée sur cet emplacement en 1437. De la même famille Glock, un tonnelier, un brasseur, puis une brasserie Zur Glocke se succèdent à cette adresse aux XVIIIe – XIXe siècles[5]. La façade actuelle de cet immeuble étroit à deux étages date probablement du milieu du XIXe siècle, car il possède notamment trois grandes baies en plein cintre au premier et au deuxième étage, évoquant le Rundbogenstil, alors en vogue[6].
- no 13 : À l'angle du passage donnant sur la place du Marché-Gayot (no 7), une tourelle abrite la cage d'escalier[7].
- no 14 : L'édifice est reconstruit au XVIIIe siècle, puis transformé au XIXe siècle. Sa façade est restaurée en 1993 à la demande de Klaus Nohlen (de), professeur d'histoire de l'architecture, selon les principes d'authenticité auxquels il est attaché[8].
- no 18 : Située à l'intersection avec le no 22 de la rue des Frères, cette maison à angle arrondi date du XVIIIe siècle[1].

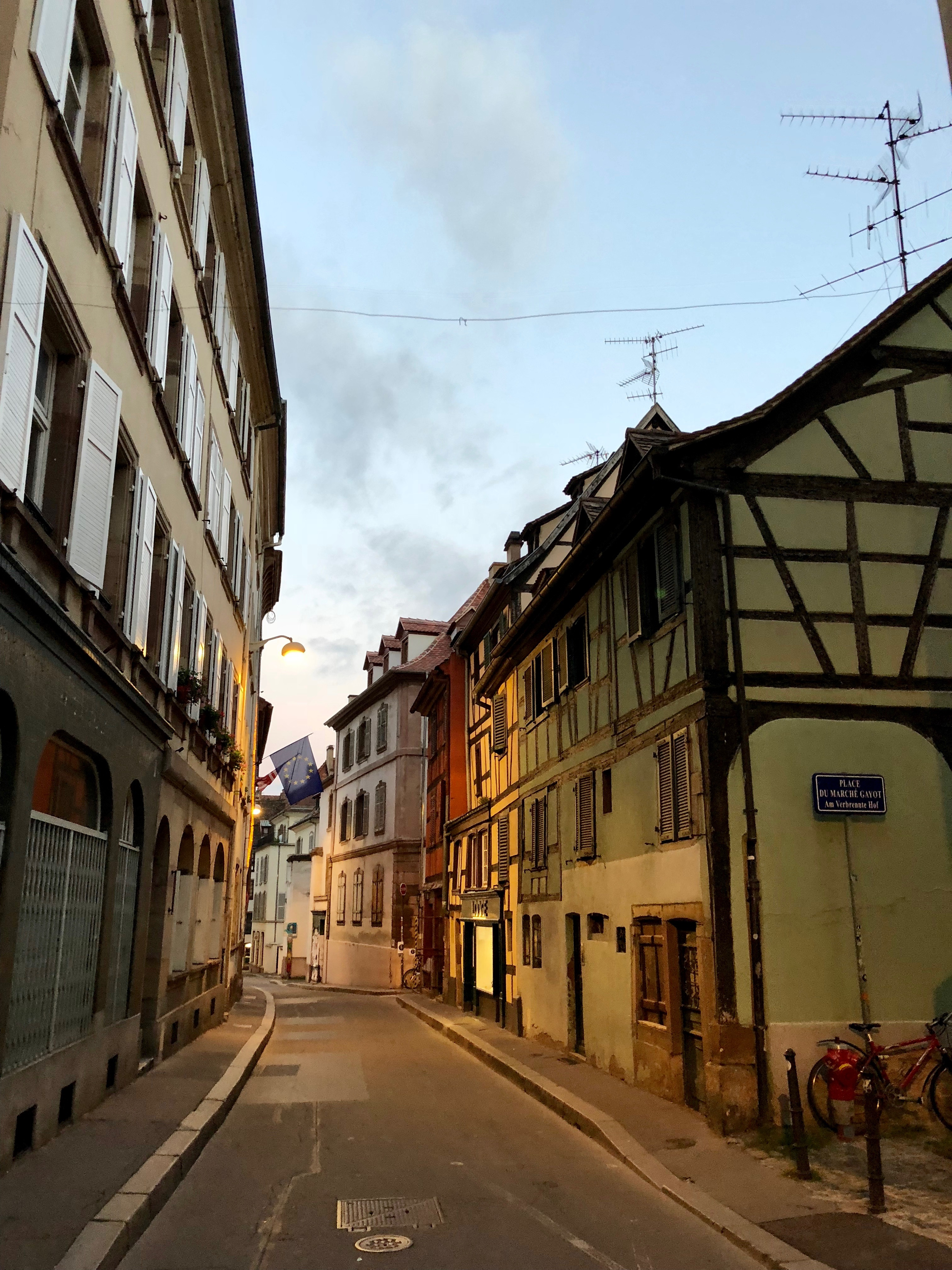
En bordure de la place du Marché-Gayot.
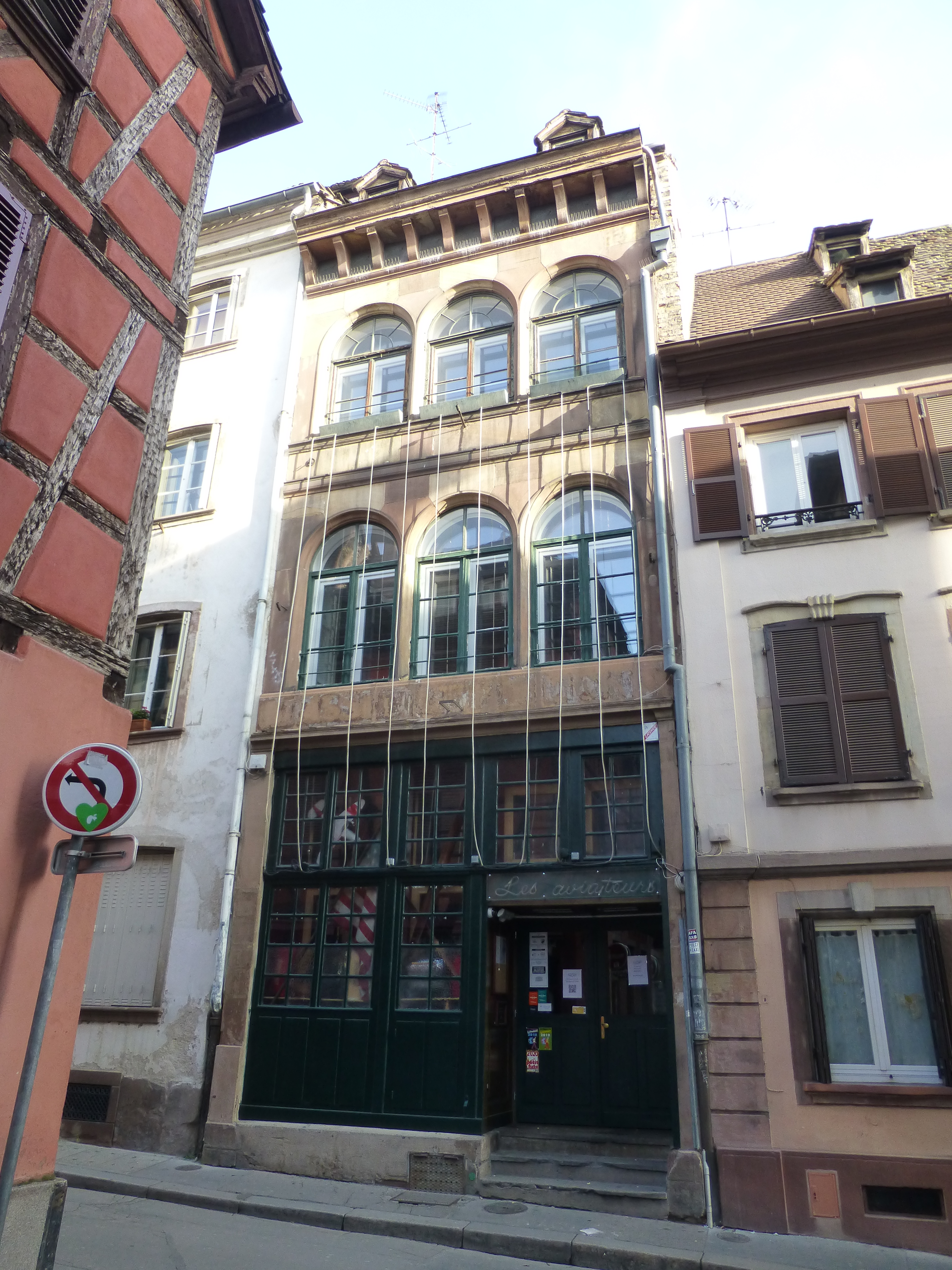
Baies en plein cintre du no 12.
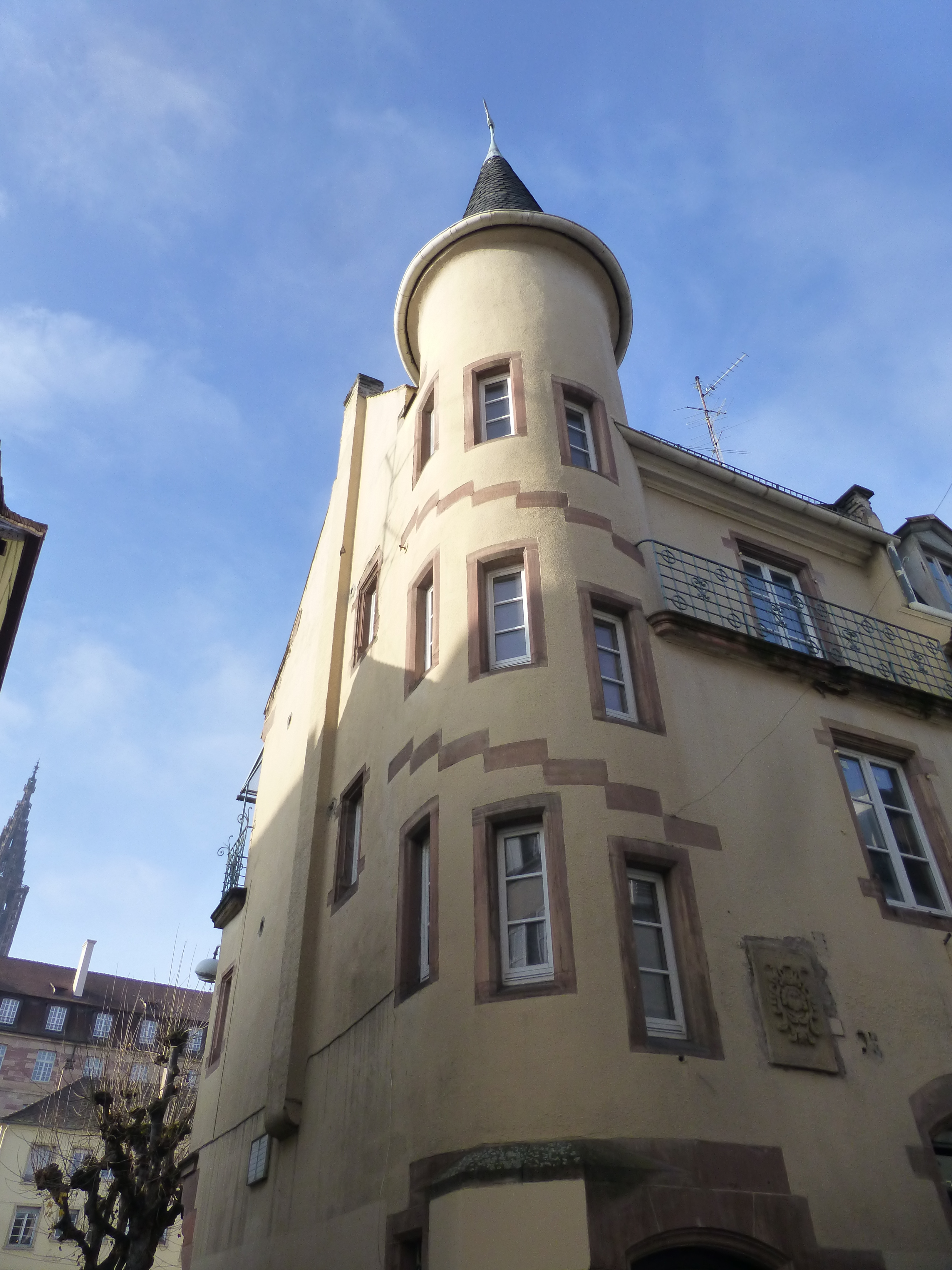
Tourelle du no 13.
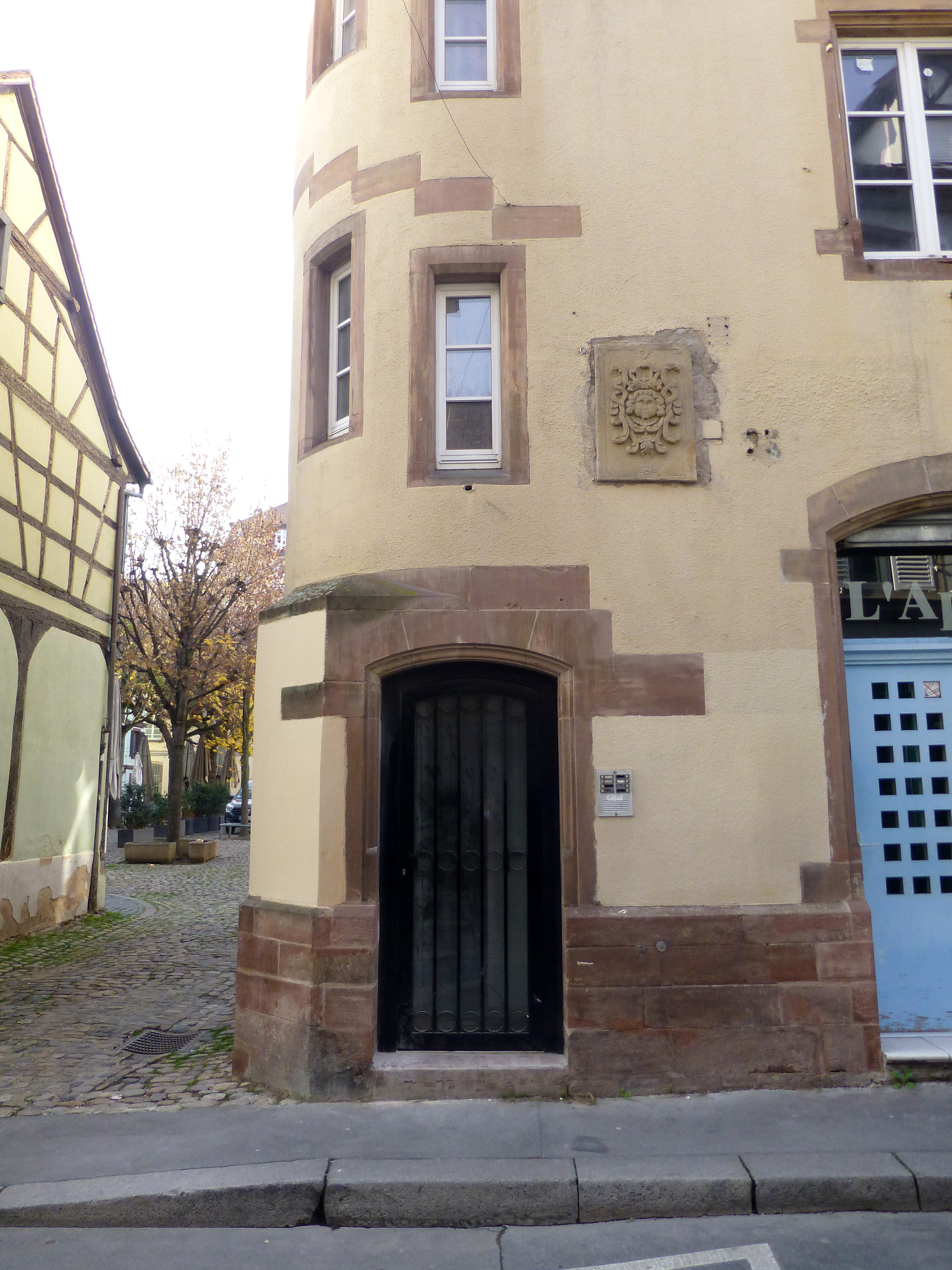
Entrée du no 13.
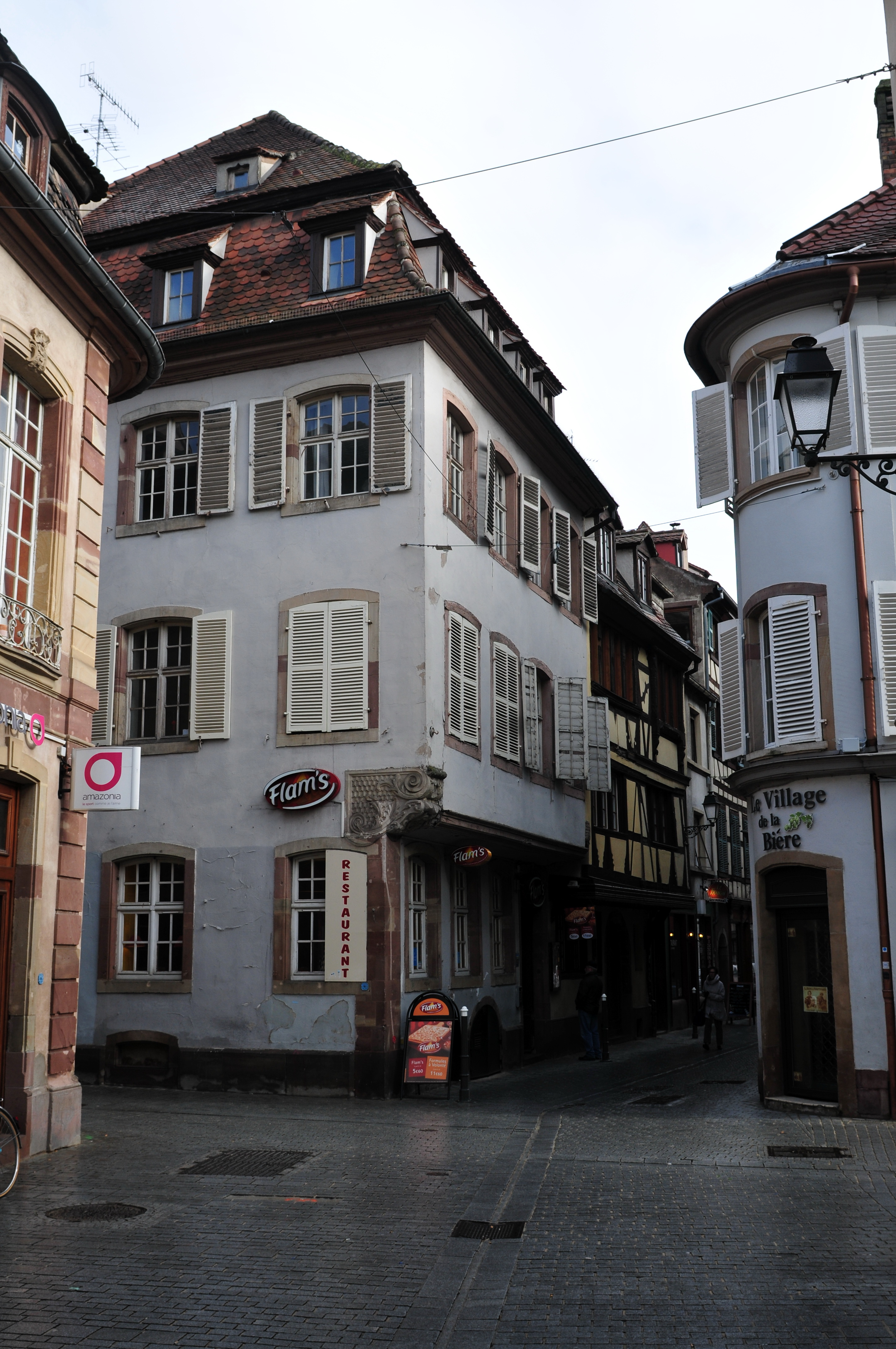
À droite, l'angle arrondi du no 18.